# Bengt Samuelsson
Bengt Ingemar Samuelsson (ur. 21 maja 1934 w Halmstad, zm. 7 lipca 2024 w Sztokholmie) – szwedzki biochemik, laureat Nagrody Nobla w dziedzinie fizjologii lub medycyny w roku 1982 za badania nad prostaglandynami.

## Życiorys
Studiował medycynę na Uniwersytecie w Lund, jednym z jego wykładowców był Sune Bergström. W latach 1959–1962 prowadzili badania nad prostaglandynami oraz substancjami pokrewnymi. Po raz pierwszy wyznaczył strukturę molekularną jednej z prostaglandyn. W 1960 roku uzyskał stopień doktora biochemii, a rok później doktora medycyny w Instytucie Karolinska. Po rocznym pobycie na Wydziale Chemii Uniwersytetu Harvarda, wrócił do Instytutu Karolinska. W 1964 roku ogłosił, że prostaglandyny pochodzą z kwasu arachidonowego, później ustalił również sposób ich powstawania poprzez łączenie się kwasu arachidonowego z tlenem.
W 1967 roku zaczął wykładać w Królewskim Kolegium Weterynaryjnym Uniwersytetu w Sztokholmie. W latach 70. XX wieku kontynuował badania nad prostaglandynami, odkrył kilka nowych związków z tej grupy, a także tromboksan, odpowiedzialny za krzepnięcie krwi i skurcze naczyń krwionośnych. W 1976 roku przebywał jako profesor wizytujący na Uniwersytecie Harvarda, a w 1977 roku na Massachusetts Institute of Technology. W latach 1978–1983 był dziekanem Wydziału Medycznego Instytutu Karolinska, a od 1983 do 1995 roku rektorem tej uczelni. W latach 80. i 90. prowadził badania nad Leukotrienami.
W 1982 roku otrzymał, wraz z Sune Bergströmem i Johnem Vanem Nagrodę Nobla w dziedzinie fizjologii lub medycyny za ich odkrycia dotyczące prostaglandyn i pokrewnych substancji biologicznie czynnych.